# Hypothyris connexa
Espèce
Hypothyris connexa est un insecte lépidoptère  de la famille des Nymphalidae, de la sous-famille des Danainae et du genre Hypothyris.

## Dénomination
Hypothyris connexa a été décrit par Arthur Hall (d) en 1939.
La localité type est le Guyana.

### Liste des sous-espèces
- Hypothyris connexa connexa ; présent en Guyana.
- Hypothyris connexa lema Brown, 1977 ; présent au Venezuela
- Hypothyris connexa ssp ; présent au Venezuela[1].

## Description
Hypothyris connexa est un papillon à corps fin, aux ailes à apex arrondi et aux ailes antérieures à bord interne concave. Les ailes antérieures sont à base orange jusqu'à une ligne allant du milieu du bord costal à l'angle externe puis barrées d'une bande dentelée jaune avec l'apex marron orné d'une ligne submarginale de petites taches claires. Les ailes postérieures sont marron avec une bande orange au bord costal et une ligne submarginale de points blancs.
Le revers est semblable.

## Écologie et distribution
Hypothyris connexa est présent au Venezuela et en Guyana.

### Protection
Pas de statut de protection particulier.